# Posizione (poker)

Le posizioni

Nel poker per posizione si intende l'ordine con cui il giocatore è chiamato a parlare. Esso ha inoltre notevoli implicazioni nella strategia di gioco, tanto da risultarne uno dei fattori principali e più importanti.

## Le posizioni
La posizione che si occupa in un tavolo da gioco è sempre relativa al bottone del mazziere. Da esso infatti dipende il turno in cui si avrà facoltà di parlare. In particolare nei giochi con apertura al buio in un tavolo da 10 a partire dal bottone si individuano in senso orario solitamente quattro zone:
- 2 posizioni ai bui (blinds): in ordine un piccolo buio (small blind) e un grande buio (big blind);
- 3 posizioni iniziali (early position), la prima delle quali è detta "under the gun" (UTG)[1];
- 3 posizioni centrali (middle) e
- 2 posizioni finali (late), la prima delle quali è detta "cutoff" (CO) e l'altra è proprio il bottone (BTN).

Un tavolo con meno giocatori prevede meno posizioni: a partire dalla posizione iniziale vi sono posizioni in meno, quindi in un tavolo da 9 ci sono solo 2 posizioni centrali, in un tavolo da 7 non ce ne sono affatto.
Da notare la particolare situazione dei buianti, essi sono gli ultimi a parlare nel primo giro di puntate, ma i primi nei successivi.

## Strategia
Un giocatore che parla prima di un altro si dice che è fuori posizione mentre uno che parla dopo è in posizione. Parlare dopo un avversario da dei vantaggi notevoli: non solo se altri giocatori si sono ritirati le probabilità di vincere aumentano, ma anche si raccolgono più informazioni dato che eventuali rivali rimasti in gioco hanno già effettuato il loro gioco. Tra i pochi vantaggi per un giocatore fuori posizione c'è quello di poter agire per primo e quindi la possibilità di controllare il piatto prima che qualcun altro ci provi. Per questo motivo chi parla per primo in un giro di puntata è detto under the gun (UTG), espressione che indica una posizione sfavorevole.
Un classico esempio dell'importanza delle posizioni si riferisce alle mani con cui entrare in gioco nel Texas hold 'em. Autori come David Sklansky non hanno dubbi sul fatto che generalmente rilanciare un 67s da posizione iniziale sia sconsigliabile, ma che farlo in posizione finale con nessuno ancora in gioco è invece una mossa corretta.